# Rapsodia per contralto

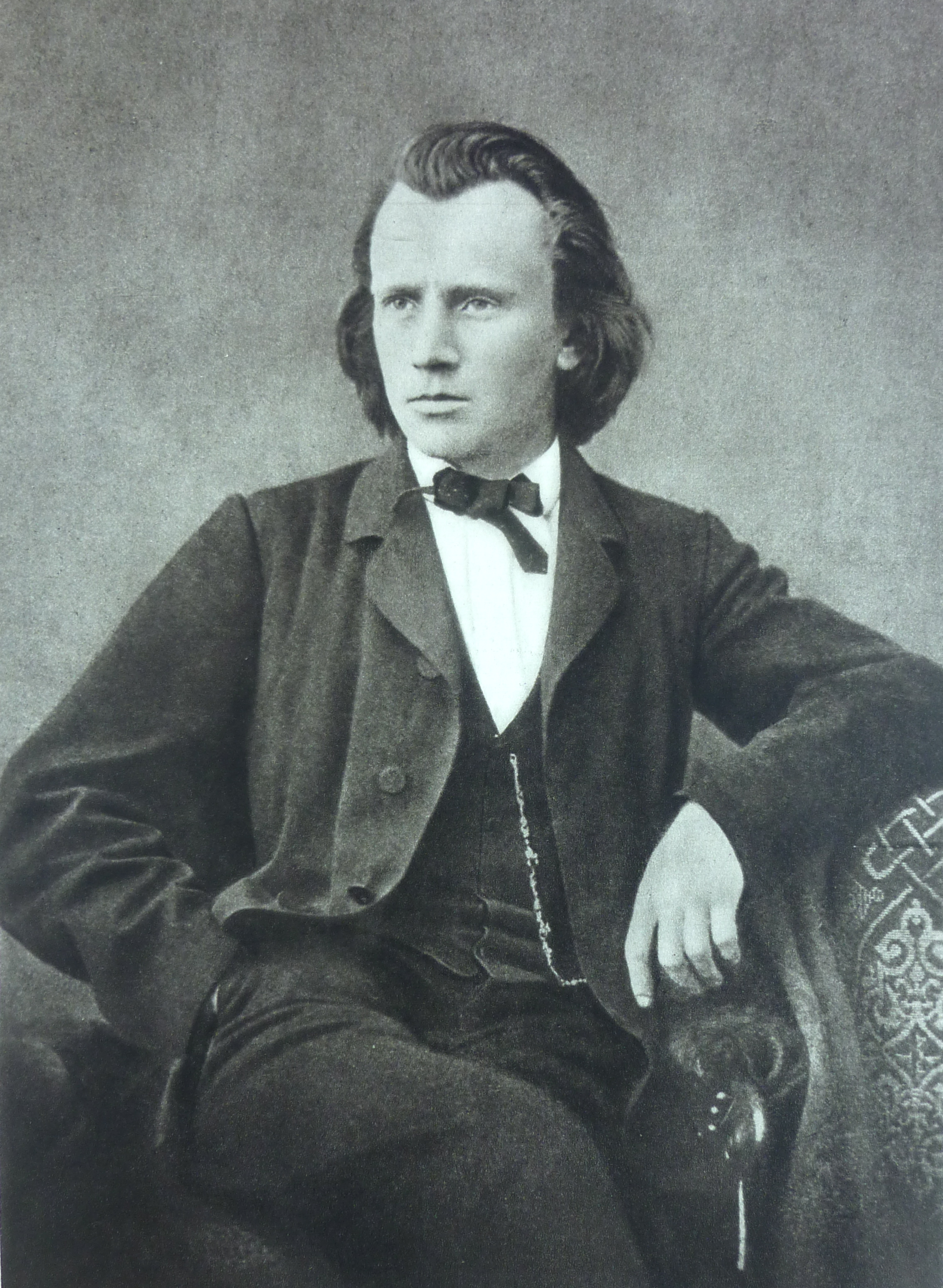
Il compositore nel 1866 c.ca

La Rapsodia per contralto, Op. 53, è una composizione per contralto, coro maschile e orchestra, scritta nel 1869 da Johannes Brahms, nella quale sono musicati versi tratti da Harzreise im Winter di Johann Wolfgang von Goethe.

## Storia
L'opera fu un regalo di nozze per la figlia di Robert e Clara Schumann, Julie. Gli studiosi di Brahms hanno a lungo ipotizzato che il compositore possa aver provato sentimenti romantici per Julie, che potrebbe aver integrato nel testo e nella musica della Rapsodia per contralto. Il testo, con la sua rappresentazione metafisica di un'anima misantropica che è sollecitata a trovare un sostegno spirituale e a liberarsi dalle catene della sua sofferenza, ha potenti paralleli nella vita e nel carattere di Brahms.
L'opera è in tre sezioni: le prime due, in do minore, cromaticamente denso e vagante, sono per solista e orchestra e descrivono il dolore del vagabondo misantropico. La seconda sezione è un'aria in tutto tranne che nel nome. La terza sezione, in do maggiore nominale, introduce il coro maschile, che si unisce al solista in un appello a uno spirito celeste per diminuire il dolore del viandante. La terza parte della Rapsodia ha somiglianze di stile vocale e corale con Ein deutsches Requiem, scritto l'anno precedente.
Il lavoro richiede in genere tra i dodici ei quindici minuti per l'esecuzione. Vedere le registrazioni, di seguito, per i tempi indicativi.
L'opera fu "collaudata" per la prima volta il 6 ottobre 1869, durante le prove generali per il primo concerto orchestrale in abbonamento della stagione di Karlsruhe. Amalia Boni cantò la parte solista; il direttore d'orchestra Hermann Levi era disponibile, ma non c'era il coro di voci maschili e non è chiaro se la Boni fosse accompagnata dall'orchestra o semplicemente al piano. Brahms e Clara Schumann erano presenti, ma di certo non c'era altro pubblico. Fu presentato in pubblico, e fu la sua prima esecuzione vera e propria sicuramente conosciuta, il 3 marzo 1870, a Jena. La solista alla prima rappresentazione era Pauline Viardot e il direttore era Ernst Naumann.

## I versi
Il testo adattato da Brahms è il seguente:
Im Gebüsch verliert sich sein Pfad;

hinter ihm schlagen die Sträuche zusammen,

das Gras steht wieder auf,

die Öde verschlingt ihn.

Ach, wer heilet die Schmerzen

dess, dem Balsam zu Gift ward?

Der sich Menschenhaß

aus der Fülle der Liebe trank!

Erst verachtet, nun ein Verächter,

zehrt er heimlich auf

seinen eigenen Wert

In ungenügender Selbstsucht.

Ist auf deinem Psalter,

Vater der Liebe, ein Ton

seinem Ohre vernehmlich,

so erquicke sein Herz!

Öffne den umwölkten Blick

über die tausend Quellen

neben dem Durstenden
in der Wüste!»
Il suo sentiero si perde nella macchia,

gli arbusti si richiudono dietro di lui,

l'erba ricresce,

la solitudine lo ingoia.

Oh! Chi sanerà il dolore

di colui per il quale il balsamo è divenuto veleno?

Colui che per troppo amore

divenne misantropo.

Prima disprezzato, ora dispregiatore,

logora in segreto

il proprio valore

in uno sterile egoismo.

Se nel tuo salterio,

o padre d'amore, c'è una sola nota

che giunga al suo orecchio,

conforta il suo cuore!

Svela a quell'occhio offuscato

le mille sorgenti sgorganti nel deserto

vicine all'assetato!»
(Johann Wolfgang von Goethe, Harzreise im Winter)

## Registrazioni
La Rapsodia per contralto non viene eseguita frequentemente in concerto, forse a causa della spesa per ingaggiare una solista e un coro per un brano corto, ma è stato registrata molte volte sia da contralto che mezzosoprano. Una selezione di registrazioni disponibili al 2012 illustra l'ampia gamma di tempi adottati dai diversi interpreti della Rapsodia, con una durata di riproduzione che va da 11 minuti e 45 secondi a 16 minuti e 10 secondi.
- Solista: Anne Sophie von Otter

Arnold Schoenberg Choir
Vienna Philharmonic Orchestra
Direttore: James Levine
Durata: 12:38
Data dell'esecuzione: 1995
- Solista: Jessye Norman

Choral Arts Society of Philadelphia
Philadelphia Orchestra
Direttore: Riccardo Muti
Durata: 12:28
Data dell'esecuzione: 1989
- Solista: Dame Janet Baker

John Alldis Choir
London Philharmonic Orchestra
Direttore: Sir Adrian Boult
Durata: 11:45
Data dell'esecuzione: 1970
- Solista: Brigitte Fassbaender

Philharmonic Chorus-Praga
Czech Philharmonic Orchestra
Direttore: Giuseppe Sinopoli
Durata: 14:28
Data dell'esecuzione: 1982
- Solista: Kathleen Ferrier

London Philharmonic Orchestra e Coro maschile
Direttore: Clemens Krauss
Durata: 15:53
Data dell'esecuzione: December 1947
- Solista: Maiju Kuusoja

Finnish Radio Symphony Orchestra e Coro maschile
Direttore: Paavo Berglund
Durata: 14:49
Data dell'esecuzione: 1961
- Solista: Ann Hallenberg

Collegium Vocale Gent
Orchestre des Champs-Elysées
Direttore: Philippe Herreweghe
Duration 11:15
- Solista: Marilyn Horne

Atlanta Symphony Orchestra e Coro
Direttore: Robert Shaw
Durata:  14:01
- Solista: Christa Ludwig

Philharmonia Orchestra e Coro
Direttore: Otto Klemperer
Duration 12:27
Data dell'esecuzione: 1962
- Solista: Christa Ludwig

Wiener Singverein
Wiener Philharmoniker
Direttore: Karl Böhm
Duration 16:10
Data dell'esecuzione: 1976
- Solista: Marian Anderson

Philadelphia Orchestra
Direttore: Eugene Ormandy
Durata: 13:10
- Solista: Stephanie Blythe

Ensemble a sei voci
Ensemble Orchestral de Paris
Direttore: John Nelson
Durata: 12:14
- Solista: Aafje Heynis

Royal Male Choir, "Apollo"
Royal Concertgebouw Orchestra
Direttore: Eduard Van Beinum
Durata: 12:43
Data dell'esecuzione: febbraio 1958
- Solista: Marjana Lipovšek

Ernst-Senff-Chor
Berliner Philharmoniker
Direttore: Claudio Abbado
Durata: 13:04
Data dell'esecuzione: settembre 1988
- Solista: Nathalie Stutzmann

Monteverdi Choir
Orchestre Révolutionnaire et Romantique
Direttore: John Eliot Gardiner
Durata: 12:57
Data dell'esecuzione: novembre 2007
- Solista: Dunja Vejzović

Houston Symphony Orchestra e Coro
Direttore: Christoph Eschenbach
Durata: 13:55
- Solista: Kathleen Ferrier

Men of the Oslo Philharmonic Chorus
Oslo Philharmonic Orchestra
Direttore: Erik Tuxen
Durata: 13:10
Data dell'esecuzione: 14 ottobre 1949
- Solista: Mildred Miller

The Occidental College Chorus
Columbia Symphony Orchestra
Direttore: Bruno Walter
Durata: 12:25
Data dell'esecuzione: 11 gennaio 1961
- Solista: Dame Janet Baker

BBC's Men's Chorus
BBC Symphony Orchestra
Direttore: Sir Adrian Boult
Durata: 13:51
Data dell'esecuzione: 1968
- Solista: [Elana Joan Cara[4]]

Piano: Brian Zeger
Durata: 8:55
Data dell'esecuzione: 1988